# Serutanjaia de Mágada
Serutanjaia foi um rei semilendário da dinastia de Briadrata que governou sobre Mágada em sucessão de Senajita, seu pai. Reinou entre 1 083 e 1 061 a.C., segundo algumas reconstituições. Foi sucedido por seu filho Vipra.